# Cerastium tianschanicum
Cerastium tianschanicum är en nejlikväxtart som beskrevs av Boris Konstantinovich Schischkin. Cerastium tianschanicum ingår i släktet arvar, och familjen nejlikväxter. Inga underarter finns listade i Catalogue of Life.